# 6654 Luleå
6654 Luleå è un asteroide della fascia principale. Scoperto nel 1992, presenta un'orbita caratterizzata da un semiasse maggiore pari a 3,1557398 UA e da un'eccentricità di 0,1675789, inclinata di 5,89197° rispetto all'eclittica. Ha un diametro di 11,654 &apsb km e un periodo di rotazione di 16,6755 ore.
È dedicato alla città svedese di Luleå.